# Quinto: non ammazzare
Quinto: non ammazzare è un film del 1969 diretto da León Klimovsky.